# Tong (Bankim)
Pour les articles homonymes, voir Tong (homonymie).
Tong est un village de la commune de Bankim situé dans la région de l'Adamaoua et le département de Mayo-Banyo au Cameroun, près de la frontière avec le Nigeria.

## Population
En 1967, Tong comptait 191 habitants, principalement Mambila. Lors du recensement de 2005, 1 648 personnes y ont été dénombrées.